# Rhus striata
Rhus striata är en sumakväxtart som beskrevs av Ruiz & Pav.. Rhus striata ingår i släktet sumaker, och familjen sumakväxter. Inga underarter finns listade i Catalogue of Life.